# Route magistrale 14 (Arménie)
Pour les articles homonymes, voir M14 et Route 14.
La route magistrale M14 (en arménien : Մ 14 ճանապարհ) est une route magistrale en Arménie.
Elle part de Tsovagyugh, longe le lac Sevan et va jusqu'à Vardenis,,.

## Présentation
La M14 commence dans la ville de Tsovagyugh, de son croisement de la M4, la route menant à Sevan et Erevan. 
La M14 traverse longe la rive du grand lac Sevan avec des montagnes à l'ouest. 
Elle traverse Shorzha à mi-parcours. 
Au nord se trouvent des montagnes atteignant environ 2 400 mètres d'altitude. 
Presque toute la M14 longe les rives du lac Sevan, à l'exception de la dernière partie. 
La M14 se termine à Vardenis où elle rejoint la M11.
La route M14 mesure 97,8 km de long.

## Histoire
La M14 n'a jamais été une voie de transit très importante, car la majeure partie du trafic en provenance de Sevan se faisait sur la M10 et la M11. 
L'itinéraire est important pour le tourisme autour du lac Sevan.

## Tracé
- Tsovagyugh
- Shorzha
- Tsapatagh
- Vardenis